# Manuel Seidl
Manuel Seidl (* 26. Oktober 1988 in Kirchschlag in der Buckligen Welt) ist ein ehemaliger österreichischer Fußballspieler.

## Karriere
Seidl begann seine Karriere in der Fußballakademie St. Pölten. 2007 wechselte er zum SV Mattersburg, wo er zuerst bei den Amateuren zum Einsatz kam. Sein Debüt in der österreichischen Bundesliga gab der junge Verteidiger am 9. Juli 2008, als er bei der 0:6-Niederlage gegen den FC Red Bull Salzburg in der ersten Runde der Saison 2008/09 durchspielen durfte. Seidl gehörte zum Stamm des SVM und spielte regelmäßig im defensiven Mittelfeld der Burgenländer einen soliden Part. 2014 wechselte er zum Wolfsberger AC.
Zur Saison 2016/17 kehrte er zur SV Mattersburg zurück, wo er einen bis Juni 2018 gültigen Vertrag erhielt. Nach der Saison 2017/18 verließ er Mattersburg.
Im Oktober 2018 wechselte er zum Zweitligisten SC Wiener Neustadt. Nach dem Zwangsabstieg von Wiener Neustadt wechselte er zur Saison 2019/20 zum Zweitligisten SKU Amstetten. In zwei Jahren in Amstetten kam er verletzungsbedingt jedoch kaum zum Zug, insgesamt absolvierte er sieben Zweitligapartien, in denen er zwei Tore erzielte. Im Oktober 2019 hatte er einen Bandscheibenvorfall, wegen dem er bis zum Ende der Saison 2020/21 kein Spiel mehr für Amstetten machen konnte. Zur Saison 2021/22 kehrte er zum Regionalligisten Wiener Neustadt zurück. In Wiener Neustadt machte er noch elf Regionalligaspiele, ehe er in der Winterpause derselben Saison seine Karriere beendete.